# 2024년 하계 올림픽 미국령 버진아일랜드 선수단
2024년 하계 올림픽 미국령 버진아일랜드 선수단은 2024년 7월 26일부터 8월 11일까지 프랑스 파리에서 열리는 2024년 하계 올림픽에 참가한 올림픽 미국령 버진아일랜드 선수단이다.

## 출전 선수
| 종목 | 남자 | 여자 | 전체 |
| ---- | ---- | ---- | ---- |
| 수영 | 1    | 1    | 2    |
| 양궁 | 1    | 0    | 1    |
| 육상 | 1    | 0    | 1    |
| 펜싱 | 1    | 0    | 1    |
| 전체 | 4    | 1    | 5    |

## 메달 집계
| 종목 | 1 | 2 | 3 | 합계 |
| 종목 | ' | ' | ' | '    |
| 종목 | ' | ' | ' | '    |
| 종목 | ' | ' | ' | '    |
| 합계 | ' | ' | ' | '    |

## 종목별 성적

### 수영
남자
- 맥시밀리언 윌슨

여자
- 내털리아 키퍼스

### 양궁
남자
- 니컬러스 다무어

### 육상
여자
- 에두아르도 가르시아

### 펜싱
남자
- 크루즈 솀브리

## 같이 보기
- 2024년 하계 올림픽